# Angiocardiografia
L'angiocardiografia és un mètode de diagnosi per imatge que mostra el flux de la sang a través del cor i els principals vasos sanguinis. És usat per avaluar els pacients que són candidats per a una cirurgia del sistema cardiovascular. S'introdueix un medi de contrast mitjançant un catèter en les venes del coll o del braç, seguint el seu curs fins al cor mitjançant radiografies seriades, que indiquen on és que el flux sanguini s'estreny, assenyalant així, on es troba el bloqueig d'un vas sanguini per arterioesclerosi.